# Datenverarbeitung
Datenverarbeitung (DV) bezeichnet den organisierten Umgang mit Datenmengen mit dem Ziel, Informationen über diese Datenmengen zu gewinnen oder diese Datenmengen zu verändern. Der Begriff wurde bereits vor der Einführung von Computern verwendet.
Daten werden in Datensätzen erfasst, nach einem vorgegebenen Verfahren durch Menschen oder Maschinen verarbeitet und als Ergebnis ausgegeben. Eine systematische Datenverarbeitung ist die Grundlage für Statistik, Handel, Technik, Wirtschaft, Wissenschaft und Verwaltung.

## Manuelle Datenverarbeitung
In der Antike wurden Techniken zur effizienten Bewältigung von Verwaltungsaufgaben entwickelt. Beispiele sind der Kerbstock, Keilschriften und Tontafeln, aber auch die Knotenschrift Quipu in Mittelamerika. Die weitere Verfeinerung führte zu Dokumenten (z. B. Formulare, Fragebögen, Lieferscheine), die in durch Gesetze oder Arbeitsanweisungen vorgeschriebener Weise tabellarisch in Karteikästen oder Konten erfasst, bearbeitet und abgelegt wurden.

## Maschinelle Datenverarbeitung
Als der Pionier der elektromechanischen Datenverarbeitung gilt Herman Hollerith, „Vater der Datenverarbeitung, Großvater der IBM“, der Lochkarten einsetzte, um die Datenmengen der Volkszählung 1890/1891 in den USA zu bewältigen. Die dafür entwickelte Tabelliermaschine sowie der Lochkartensortierer und der Lochkartenlocher wurden im Laufe der Zeit um weitere Maschinen wie den Lochkartenmischer und den Lochkartenstanzer vervollständigt und die Lochkartentechnik weiter verbessert.

### Grundoperationen der maschinellen Datenverarbeitung
Die Grundoperationen dieser Technikstufe lassen sich für alle Formen der Datenverarbeitung verallgemeinern. So wurden/werden Formulare im Einwohnermeldeamt gezählt, namentlich dem Alphabet nach sortiert, Spaltenwerte im Formular addiert, Durchschnitte errechnet und durch Vergleiche von ausgefüllten Formularen werden tabellarisch Statistiken aufgestellt.

#### Zählen

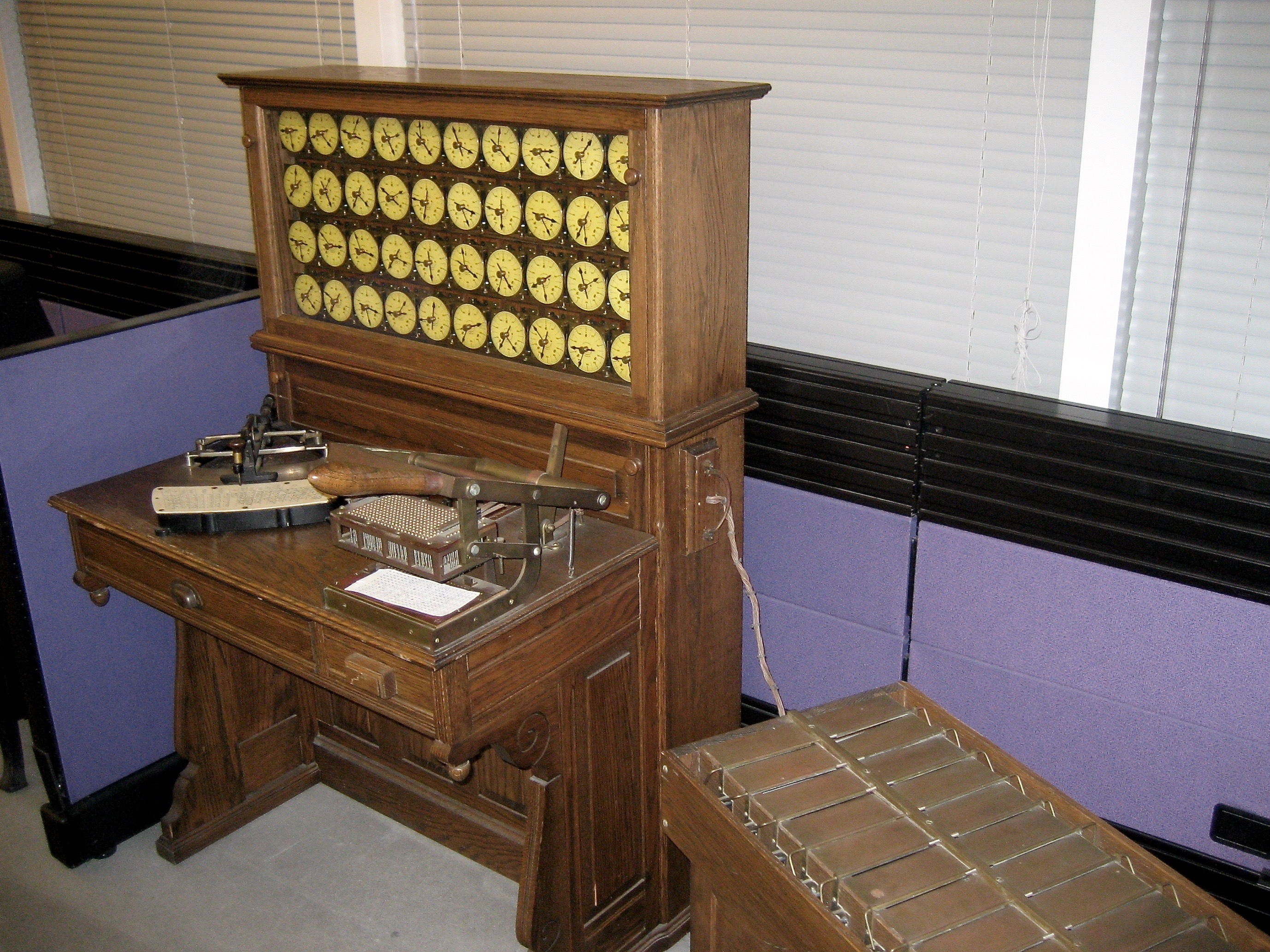
Maschine nach Herman Hollerith 1890. Siehe auf dem Tisch rechts einen Lochkartenleser gekoppelt mit senkrecht montierten runden Zählwerken (die frühe Tabelliermaschine) sowie neben dem Tisch rechts damit verbundene Sortierkästen – die Geburt des Lochkartensortierers; links auf dem Tisch der Pantographlocher, ein Lochkartenlocher

Zunächst waren Holleriths Maschinen ein Werkzeug der Statistik. Bei der Volkszählung konnten sie weitaus mehr Merkmale erfassen, sortieren und verarbeiten, als es eine rein manuelle Zählung allein aus Zeitgründen ermöglichte. Effizient konnten zum Beispiel Daten nach Geschlecht, Rasse, Religion und Haarfarbe erfasst, verknüpft und ausgewertet werden.
Neben weiteren Zählungen sind unter Regie von DEHOMAG zum Beispiel die Volkszählungen 1933 in Preußen und 1939 in Deutschland dokumentiert.
Statistiken waren nicht nur für Volkszählungen interessant. Versicherungen, Banken, Wirtschaft und statistische Reichs-, Bundes- und Landesbehörden setzten diese Maschinen ein.

#### Addition, Subtraktion

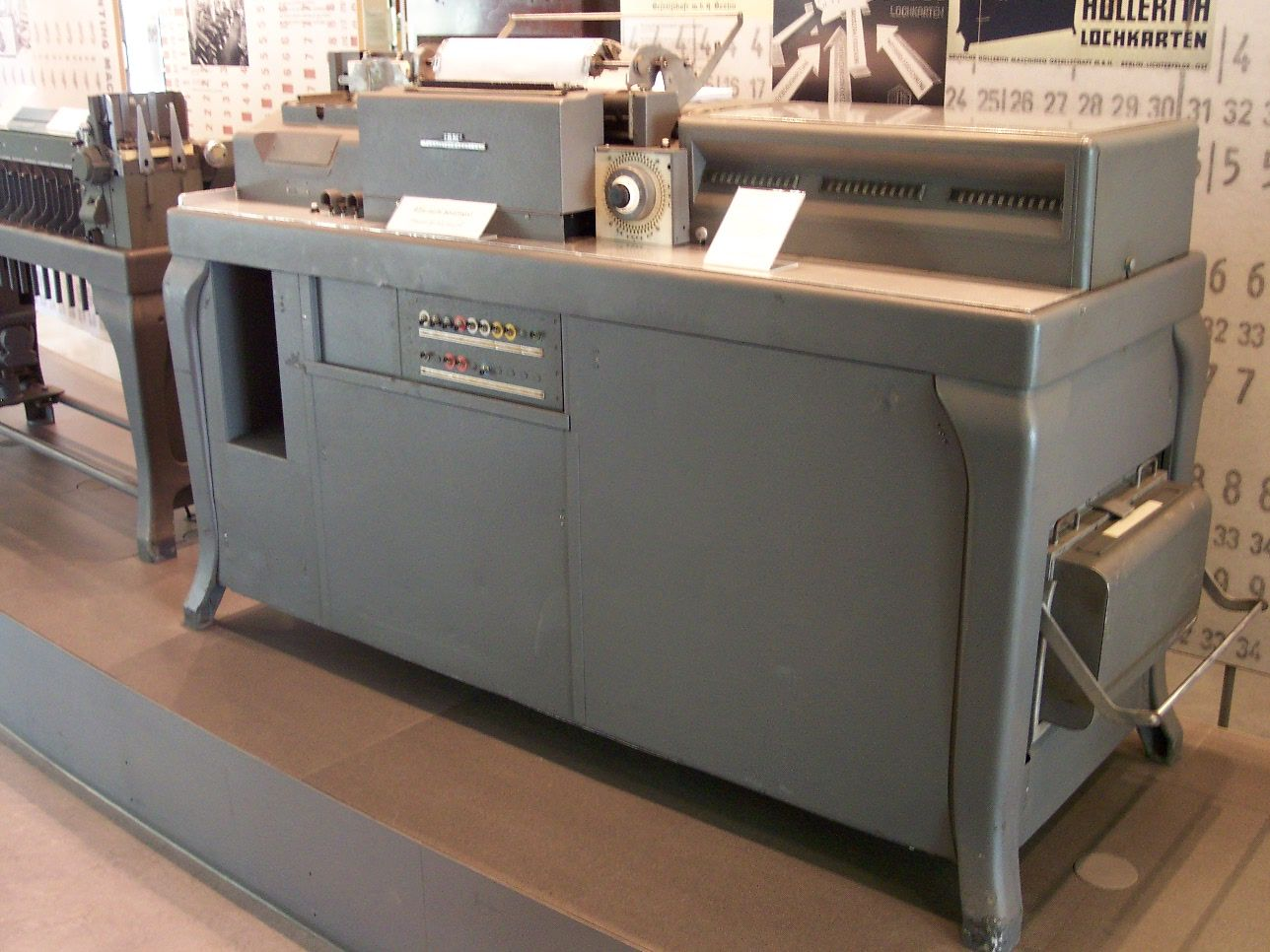
Tabelliermaschine, siehe rechts Stecktafel, Mitte links Drucker, links Karteneinzug und -ausgabe, Mitte rechts Steuerung und Recheneinheit. Im Hintergrund links ein Lochkartensortierer

Mit der Tabelliermaschine ermöglichte das Nachfolge-Unternehmen von Holleriths Tabulating Machine Company (1924 International Business Machines Corporation, kurz IBM) in den 1920er Jahren die Addition und Subtraktion bei großen Datenmengen. Dadurch erschlossen sich Aufgabengebiete wie Buchhaltung und Materialwirtschaft.

#### Multiplikation, Division
Seit Mitte der 1930er Jahre sind Verfahren zur Multiplikation und Division dokumentiert, wodurch sich Buchhaltungsaufgaben wie Faktura, Zinsrechnung und Gehaltsabrechnung automatisieren ließen.

#### Drucken
1920 führte CTR einen „printing Tabulator“, eine druckende Tabelliermaschine ein.

#### Speichern von Verarbeitungsergebnissen
Ergebnisse aus der Verarbeitung wurden – um für spätere Verarbeitungstermine wieder als Eingabe verwendet zu werden – zunächst auch auf Lochkarten ausgegeben. Dazu wurde ein Lochkartenstanzer, ein Peripheriegerät des Rechnersystems, verwendet, der über Ausgabebefehle des Verarbeitungsprogramms angestoßen wurde.

#### Mischen / Vergleichen
Mit dem Lochkartenmischer war es möglich, Karten aus unterschiedlichen Datenstapeln zu mischen oder zu trennen, um sie so der nachfolgenden Verarbeitung zuzuführen.

## Elektronische Datenverarbeitung

### Elektronenröhre
1954 kam der Rechenstanzer IBM 604 mit einem Röhrenrechenwerk auf den deutschen Markt; ein „Vorzeichen des nahenden elektronischen Zeitalters“. Nur ein Jahr später, 1955, wurde der erste „echt“ programmierbare Computer mit Elektronenröhren, der Magnettrommelrechner IBM 650, vorgestellt. Computer wurden bis dahin für mathematisch-technische Berechnungen gebraucht.

### Transistor
Laut IBM geht der Begriff Mittlere Datentechnik auf die Einführung des Satellitenrechners IBM 1401 am 5. Oktober 1959 zurück. Dieser war in Transistortechnik mit Kernspeicher aufgebaut und verwendete als Datenmedium Lochkarten und wahlweise Magnetbänder. Er war ein für die damalige Zeit vergleichsweise kompaktes System, das auch autonom arbeitete und so kostengünstige Einstiege in die Datenverarbeitung erlaubte.

### Programmierung
Zeitgleich wurde 1959 die Programmiersprache RPG  von IBM vorgestellt. Diese half bei der Verarbeitung der auf Lochkarten vorliegenden Massendaten.

„Um die große Anzahl der Umsteiger von Lochkartenmaschinen auf EDV-Systeme, insbesondere auf die IBM 1400-Serie zu unterstützen, entwickelte IBM den Report Program Generator (RPG). Dies ist eine Beschreibungssprache, mit der der Listenaufbau von Tabelliermaschinenanwendungen beschrieben werden konnte und einem Übersetzungsprogramm, das aus den abgelochten Beschreibungsformularen ein 1401-Programm erzeugte.“

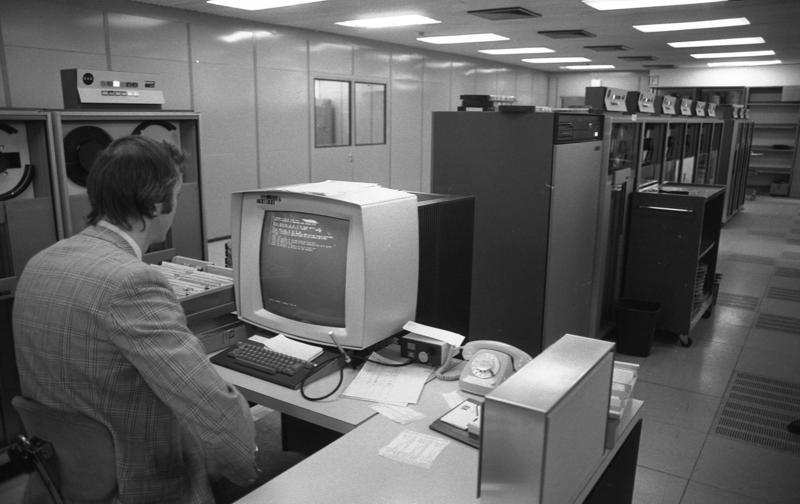
Elektronische Datenverarbeitung mittels des IBM System/360 im VW-Werk Wolfsburg (1973)

### Integrierte Schaltkreise
Mit dem Aufkommen rotierender Datenspeicher wurde die Magnettrommel noch eher als Hauptspeicherersatz eingesetzt, die Magnetplatten – Disketten, Fest-, Fest-, Wechsel- oder reine Wechselplatten – förderten eine Organisation und Strukturierung der Daten in Dateien, die durch entsprechende Betriebssysteme verwaltet wurden. DOS – Disk Operating System – war ursprünglich eine allgemeine Bezeichnung von Software für Großrechner und Rechner der mittleren Datentechnik in den späten sechziger Jahren. Das TSOS (Timesharing-Operating-System), das von RCA zuerst für das Modell /46 der Spectra 70-Serie entwickelt wurde, ermöglichte das gleichzeitige Arbeiten vieler Benutzer.

### Datenbank
Als nächste Stufe entstanden Datenbanken, mit deren Hilfe es möglich war, den Zusammenhang zwischen verschiedenen Datenbeständen (z. B. die Daten über einen Kunden, dessen Konto, seine Bestellung(en) und die bestellten Artikel) gemeinsam zu verarbeiten.
„Das Zeitalter der Datenbank-Systeme markierte zu Beginn der siebziger Jahre die Systemfamilie IBM/370“.

## Datenverarbeitung als Rechtsbegriff
Datenverarbeitung ist ein gängiger Rechtsbegriff. Dort vorrangig findet er im Bereich des Datenschutzrechtes Verwendung.

### Datenverarbeitung als Rechtsbegriff innerhalb der EU
Der Rechtsbegriff „Datenverarbeitung“ ist ein zentraler Bestandteil des EU-Datenschutzrechtes. Er wird u. a. in der Richtlinie 95/46/EG (Datenschutzrichtlinie) verwendet und dort auch unter Artikel 2 lit. b legaldefiniert. Danach versteht man hierunter „jeden mit oder ohne Hilfe automatisierter Verfahren ausgeführten Vorgang oder jede Vorgangsreihe im Zusammenhang mit personenbezogenen Daten wie das Erheben, das Speichern, die Organisation, die Aufbewahrung, die Anpassung oder Veränderung, das Auslesen, das Abfragen, die Benutzung, die Weitergabe durch Übermittlung, Verbreitung oder jede andere Form der Bereitstellung, die Kombination oder die Verknüpfung sowie das Sperren, Löschen oder Vernichten“. Auch wenn die Richtlinie 95/46/EG (Datenschutzrichtlinie) durch die Verordnung 2016/679 (Datenschutz-Grundverordnung) aufgehoben worden ist, so wurde der Rechtsbegriff „Datenverarbeitung“ weitestgehend übernommen. Die Legaldefinition befindet sich in Artikel 4 Nr. 2 DSGVO: „jeden mit oder ohne Hilfe automatisierter Verfahren ausgeführten Vorgang oder jede solche Vorgangsreihe im Zusammenhang mit personenbezogenen Daten wie das Erheben, das Erfassen, die Organisation, das Ordnen, die Speicherung, die Anpassung oder Veränderung, das Auslesen, das Abfragen, die Verwendung, die Offenlegung durch Übermittlung, Verbreitung oder eine andere Form der Bereitstellung, den Abgleich oder die Verknüpfung, die Einschränkung, das Löschen oder die Vernichtung“.

### Datenverarbeitung als Rechtsbegriff in Deutschland
Der Rechtsbegriff „Datenverarbeitung“ wird auch im deutschen Rechtsraum verwendet. Er findet Erwähnung u. a. im Telemediengesetz (z. B. § 13 TMG). Eine Legaldefinition enthält § 3 Absatz 4 BDSG. Danach versteht man unter einer Datenverarbeitung das „Speichern, Verändern, Übermitteln, Sperren und Löschen personenbezogener Daten“. Der gesetzliche Datenverarbeitungsbegriff umfasst also fünf Varianten.
Für die einzelnen Varianten hält das Bundesdatenschutzgesetz die folgenden Definitionen bereit:
Speichern
ist „das Erfassen, Aufnehmen oder Aufbewahren personenbezogener Daten auf einem Datenträger zum Zwecke ihrer weiteren Verarbeitung oder Nutzung“ (§ 3 Absatz 4 Satz 2 Nr. 1 BDSG)
Verändern
von Daten ist „das inhaltliche Umgestalten gespeicherter personenbezogener Daten“ (§ 3 Absatz 4 Satz 2 Nr. 2 BDSG)
Übermitteln
von Daten ist „das Bekanntgeben gespeicherter oder durch Datenverarbeitung gewonnener personenbezogener Daten an einen Dritten in der Weise, dass (a)die Daten an den Dritten weitergegeben werden od. (b) der Dritte zur Einsicht oder zum Abruf bereitgehaltene Daten einsieht oder abruft“ (§ 3 Absatz 4 Satz 2 Nr. 3 BDSG)
Sperren
von Daten ist „das Kennzeichnen gespeicherter personenbezogener Daten, um ihre weitere Verarbeitung oder Nutzung einzuschränken“ (§ 3 Absatz 4 Satz 2 Nr. 4 BDSG)
Löschen
von Daten ist „das Unkenntlichmachen gespeicherter personenbezogener Daten“ (§ 3 Absatz 4 Satz 2 Nr. 5 BDSG)